# Sebastian Conrad
Sebastian Conrad (* 19. März 1966 in Heidelberg) ist ein deutscher Historiker mit den Schwerpunkten Globalgeschichte, Kolonialgeschichte, Geschichte der Geschichtsschreibung und der Geschichte Ostasiens. Seit dem Jahr 2010 ist er Professor für Neuere Geschichte an der Freien Universität Berlin.

## Leben
Sebastian Conrad studierte Geschichte, Japanologie und Volkswirtschaftslehre in Bonn, Berlin, Osaka und Tokio. Von 1996 bis 1999 förderte ihn die Deutsche Forschungsgemeinschaft mit einem Doktorandenstipendium. Er promovierte an der Freien Universität Berlin zu dem Thema, wie japanische und deutsche Historiker nach der Niederlage im Zweiten Weltkrieg und dem Ende des Faschismus die Geschichte ihrer Länder neu schrieben und interpretierten. Für seine Dissertation Auf der Suche nach der verlorenen Nation. Geschichtsschreibung in Westdeutschland und Japan, 1945–1960 wurde Conrad 1999 mit dem Dissertationspreis der Ernst-Reuter-Gesellschaft ausgezeichnet. Von 1999 bis 2005 war er Mitglied der Jungen Akademie an der Berlin-Brandenburgischen Akademie der Wissenschaften und der Deutschen Akademie der Naturforscher Leopoldina. Er hatte eine Assistentenstelle an der Freien Universität Berlin inne, neben der er sich habilitierte, und wurde 2001 als Gastprofessor an die École des Hautes Études en Sciences Sociales in Paris eingeladen. Zwischen 2003 und 2007 war er Juniorprofessor am Fachbereich Geschichtswissenschaften der Freien Universität Berlin.
2007 erhielt Conrad den Ruf als Professor für Geschichte an das Europäische Hochschulinstitut in Florenz, zeitgleich wurde er auch auf einen Lehrstuhl für Neuere Geschichte an der Universität Bern berufen. Da er bereits das Angebot aus Florenz angenommen und die Stelle angetreten hatte, lehnte Conrad das Angebot aus der Schweiz ab. Seit 2007 gehört er zudem dem Forschungsausschuss LMUexcellent an der Universität München an. Im selben Jahr erhielt Conrad den letztmals verliehenen Philip Morris Forschungspreis. 2009 war er erneut Gastprofessor an der École des Hautes Études en Sciences Sociales.
Im Jahr 2010 beendete Conrad seinen Aufenthalt in Florenz und kehrte als Professor für Neuere Geschichte an die Freie Universität Berlin zurück. Ausschlaggebend für diese Entscheidung war die Möglichkeit, eng mit den Regionalinstituten der Freien Universität zusammenarbeiten zu können. Zudem konnte er ein Doktorandenprogramm aufbauen, das die Freie Universität mit Universitäten in den Vereinigten Staaten und in Ostasien vernetzt.
2018 wurde Conrad als Mitglied in die Academia Europaea und in die Berlin-Brandenburgische Akademie der Wissenschaften gewählt. Mit seinem Buch Die Königin. Nofretetes globale Karriere war Conrad 2024 für den Deutschen Sachbuchpreis nominiert und stand auf der Longlist für den NDR Sachbuchpreis 2024.

## Publikationen
- Auf der Suche nach der verlorenen Nation. Geschichtsschreibung in Westdeutschland und Japan, 1945–1960 (= Kritische Studien zur Geschichtswissenschaft. Bd. 134). Vandenhoeck & Ruprecht, Göttingen 1999, ISBN 3-525-35798-2 (Zugleich: Berlin, Freie Universität, Dissertation, 1999; in englischer Sprache: The Quest for the lost Nation. Writing History in Germany and Japan in the American Century (= The California World History Library. Bd. 12). Translated by Alan Nothnagle. University of California Press, Berkeley (CA) u. a. 2010, ISBN 978-0-520-25944-7).
- als Herausgeber mit Jürgen Osterhammel: Das Kaiserreich transnational. Deutschland in der Welt 1871–1914. Vandenhoeck & Ruprecht, Göttingen 2004, ISBN 3-525-36733-3.
- Globalisierung und Nation im Deutschen Kaiserreich. C.H. Beck, München 2006, ISBN 3-406-54965-9 (In englischer Sprache: Globalisation and the nation in imperial Germany. Translated by Sorcha O’Hagan. Cambridge University Press. Cambridge u. a. 2010, ISBN 978-0-521-17730-6).
- Deutsche Kolonialgeschichte (= Beck'sche Reihe 2448). C.H. Beck, München 2008, ISBN 978-3-406-56248-8.
- Globalgeschichte. Eine Einführung (= Beck'sche Reihe 6079). C.H. Beck, München 2013, ISBN 978-3-406-64537-2.
- What is Global History? Princeton University Press, Princeton, N.J. 2016, ISBN 978-1-4008-8096-6.
- als Herausgeber mit Akira Iriye und Jürgen Osterhammel: Geschichte der Welt. 1750–1870. Wege zur modernen Welt. C.H. Beck, München 2016, ISBN 978-3-406-64104-6.
- Die Königin. Nofretetes globale Karriere. Propyläen, Berlin 2024, ISBN 978-3-549-10074-5.[5]